# 荒潮 (駆逐艦)
荒潮（あらしお / あらしほ）は、日本海軍の朝潮型駆逐艦4番艦である。1937年（昭和12年）12月に竣工した。1943年（昭和18年）3月、ビスマルク海海戦で大破放棄され、米軍機の攻撃で沈没した。

## 艦歴

### 太平洋戦争開戦まで
1935年（昭和10年）9月28日、建造予定の朝潮型駆逐艦が荒潮と命名され、艦艇類別等級表に登録された。神戸川崎造船所で10月1日に起工、1937年（昭和12年）5月26日に進水。12月20日に竣工、舞鶴へ回航した。
1938年（昭和13年）1月8日、第25駆逐隊（朝潮、大潮、満潮）に編入され、朝潮型駆逐艦1-4番艦がそろった。3月末に予備艦となり佐世保工廠で蒸気タービン機関の改造工事を実施した（臨機調事件）。1939年（昭和14年）11月1日附で横須賀鎮守府へ転籍し、第25駆逐隊は第8駆逐隊と改称された。同時に第二艦隊・第二水雷戦隊に編入され、以後中国方面で活動した。1941年（昭和16年）9月1日、阿部俊雄大佐が駆逐隊司令となった。20日、久保木英雄少佐が艦長に就任した。

### 太平洋戦争緒戦
太平洋戦争開戦時、第8駆逐隊は南方部隊本隊（近藤信竹中将）に所属し、マレー第一次上陸作戦、リンガエン湾上陸作戦を支援。1942年（昭和17年）1月よりアンボン、マカッサル攻略作戦に参加した。
第8駆逐隊（朝潮、大潮、荒潮、満潮）と輸送船2隻（相模丸、笹子丸）は2月19日未明、バリ島に兵員等を揚陸させた。夕刻までに揚陸は完了したが空襲で相模丸が損傷、荒潮と満潮が護衛して先にマカッサルに向かった。同日深夜、朝潮と大潮が泊地に突入してきた米蘭の連合軍艦隊と交戦、大潮が損傷したが蘭駆逐艦ピート・ハインを撃沈した。急報を受けて荒潮と満潮が反転し、20日午前3時過ぎにバダン海峡に突入した。蘭軽巡トロンプと駆逐艦4隻と砲撃戦になり、満潮が大破したがトロンプを損傷させた。同日朝、軽巡長良と第21駆逐隊（若葉、子日、初霜）と合流し、マカッサルに帰投した。後日（12月8日）、山本五十六連合艦隊司令長官はバリ島沖海戦における第8駆逐隊の活躍に感状を与えた。
損傷した大潮と満潮が前線を離れ、第8駆逐隊は荒潮と朝潮の2隻でジャワ島攻略作戦に参加した。3月9日、「荒潮」はバリ島附近でオランダ掃海艇「ヤン・ファン・アムステル」を撃沈した。14日にマカッサルに帰投し、第二水雷戦隊本隊と合流した。15日、修理のため軽巡神通、朝潮と共に内地に向けて出港した。19日に駆逐艦黒潮と合流し、朝潮と荒潮の2隻はパラオで補給した。24日に横須賀に到着し、25日から4月15日まで修理を行った。
4月10日、第8駆逐隊は第二艦隊・第四水雷戦隊（西村祥治少将)に編入した。18日、米空母ホーネットから発進した B-25が日本本土を空襲した（ドーリットル空襲）。荒潮と朝潮は第二艦隊（近藤信竹中将）の指揮下で米機動部隊を追撃したが、会敵できなかった。帰投中、荒潮は1番主砲の防水帯が故障し浸水の恐れがあるため速力を落とし、僚艦から遅れて朝潮と共に横須賀に戻った。
5月15日、大潮と満潮が第8駆逐隊を外れた。20日、第8駆逐隊（朝潮、荒潮）はミッドウェー作戦の攻略部隊支援隊（栗田健男中将）に編入した（編制はミッドウェー海戦参照）。6月5日、第8駆逐隊は第七戦隊の最上型重巡洋艦4隻（熊野、鈴谷、三隈、最上）と共にミッドウェー島の砲撃に向かったが、三隈と最上が洋上で衝突し、朝潮と荒潮は両艦を護衛して後退した。6-7日に米機動部隊とミッドウェー島基地航空隊の波状攻撃を受け、三隈は沈没、最上は大破した。荒潮は三隈の乗組救助中に被弾し、操舵が人力となった。このため8日朝、最上と朝潮から10海里ほど離れて後から第二艦隊に合流した。「荒潮」はトラックでの応急修理ののち、7月23日に佐世保に到着。朝潮と荒潮は佐世保海軍工廠で修理に入り、7月14日に特別役務駆逐艦、8月1日に警備駆逐艦になった。

### ソロモン海の戦い
10月15日、荒潮の予備魚雷8本を陸揚し、後部甲板に大発動艇（十三米特型運貨船)搭載装置を新設する工事が指示された。20日、第8駆逐隊に満潮が復帰し、駆逐隊司令に山代勝守大佐が就任した。第8駆逐隊は第八艦隊（三川軍一中将）に編入された。
修理を終えた荒潮は11月21日にソロモン海域に進出、ブナ輸送作戦に従事した（ブナ・ゴナの戦い）。12月1日、駆逐艦4隻（朝潮、荒潮、磯波、電）でラバウルを出撃したが、空襲等で輸送できた兵力は半数程度だった。8日4時30分、駆逐艦6隻（風雲、夕雲、朝潮、荒潮、磯波、電）でラバウルからブナに向かったが、8時15分に空襲で朝潮が損傷し、引き返した。11日夜、駆逐艦5隻（風雲、夕雲、荒潮、磯波、電）でラバウルを出撃。アドミラルティ諸島ロレンガウで熊野、鈴谷、望月から燃料補給を受け、迂回航路でブナへ向かった。14日に揚陸に成功したが、荒潮は空襲で7名が死傷した。同日夜、ラバウルへ戻った。
日本軍はニューギニア島東部のマダンとウェワク攻略作戦（ム号作戦）を発動し、荒潮は駆逐艦 涼風、電、磯波、愛国丸、護国丸 と共にマダン攻略部隊に編入された。各作戦部隊は16日にトラック泊地やラバウルを出撃し、ウェワクの攻略は成功したが、軽巡天龍を加えたマダン攻略隊は18日に空襲で護国丸が被弾、揚陸中に米潜水艦アルバコアの雷撃で天龍が沈没した。荒潮は天龍の救援を命じられたが、輸送作業が終わった涼風が向かった。マダン揚陸は完了し、攻略部隊は20日午前中にラバウルへ戻った。
12月下旬、ガダルカナル島への輸送路を防衛するため、ニュージョージア島のムンダ飛行場を中心に、バングヌ島、ラッセル諸島、ガ島カミンボに防空基地を設置することにした。バングヌ島ウイックハム基地の建設から始め、駆逐艦6隻（谷風、浦風、磯波、荒潮、夕暮、電）が陸兵と物資を積んで26日夕、ラバウルを出撃した。ショートランド泊地を経由して27日夜に揚陸に成功、28日朝にショートランド泊地へ戻った。29日、大潮が第8駆逐隊に復帰した。
1943年（昭和18年）1月2日、小柳冨次第二水雷戦隊司令官直率の駆逐艦10隻（長波、涼風、巻波、江風、荒潮、親潮、黒潮、陽炎、磯波、電）はガダルカナル島輸送作戦を実施し、空襲で損傷した涼風と護衛の電が避退したが、輸送は成功した。4-7日には駆逐艦4隻（長波、巻波、江風、荒潮）でラバウルからショートランド泊地にドラム缶を反復輸送した。1月10-11日、小柳が指揮する駆逐艦8隻（黒潮、巻波、江風、嵐、大潮、荒潮、初風、時津風）はガ島への第六次鼠輸送作戦を実施した。作戦終了後の11日、荒潮は江風、巻波、大潮と共にニューギニア方面護衛部隊に編入され、ショートランド泊地からラバウルへ向かった。
2月上旬、ガダルカナル島撤収作戦（ケ号作戦）が実行され、第8駆逐隊（大潮、荒潮）は3回とも従事した。2月14日、第8駆逐隊司令は佐藤康夫大佐に交代した。20日、大潮が輸送船団護衛中にマヌス島沖で米潜アルバコアの雷撃を受け、航行不能になった。荒潮はトラック泊地まで大潮の曳航を試みたが、21日朝に大潮の船体が中央で断裂し沈没した。荒潮は乗員を救助してラバウルに帰投した。

### 沈没
第三水雷戦隊司令官木村昌福少将指揮下でラエ輸送作戦（第八十一号作戦）が行われ、駆逐艦8隻（白雪、浦波、敷波、朝潮、荒潮、朝雲、雪風、時津風）で輸送船8隻を護衛し、2月28日深夜にラバウルを出撃した。3月2日の空襲で、輸送船旭盛丸が沈没した。朝雲、雪風が乗員を救助し、先にラエへ輸送してから護衛に戻ったが、3日にクレチン岬南東沖で再び米豪連合軍機の空襲を受けた。輸送船団の左で時津風-荒潮-雪風の順で航行していたが、荒潮は8時10分頃に反跳爆撃で艦橋と二番砲に被弾、舵が故障して給炭艦野島と衝突し、艦首も大破した。直撃弾で荒潮の艦橋は吹き飛んでいたという。荒潮は陸兵と負傷者を朝潮に移乗させて微速で北方へ向かった。しかし再び空襲を受けて傾斜30度となり、復原航行は絶望的になった。同日夜、雪風が荒潮を発見して約170名を救助し、荒潮は放棄された。3月4日、B-17重爆撃機が漂流する荒潮に500ポンド爆弾を投下、第一煙突付近に命中して沈没した。久保木艦長以下72名が戦死した。
この戦闘で荒潮、白雪、時津風、朝潮の駆逐艦4隻と、野島を含む輸送船全8隻が沈没し、佐藤第8駆逐隊司令も戦死した。荒潮は4月1日、駆逐艦籍から除籍された。艦名は海上自衛隊の潜水艦あらしおに継承された。

## 歴代艦長
艤装員長
1. 山隈和喜人 少佐：1937年7月15日[89] - 1937年12月20日[90]

駆逐艦長
1. 山隈和喜人 少佐：1937年12月20日[90] - 1938年1月13日[91]
2. （兼）脇田喜一郎 少佐：1938年1月13日[91] - 1938年3月30日[92]
3. 吉田義行 中佐：1938年3月30日[92] - 1939年8月16日[93]
4. （兼）鈴木正明	少佐：1939年8月16日[93] - 1939年9月25日[94]
5. 吉田正義 少佐/中佐：1939年9月25日[94] - 1941年9月20日[13]
6. 久保木英雄 少佐/中佐：1941年9月20日[13] - 1943年3月3日 戦死[95]。同日付任海軍大佐[96]